# Phyllanthus mitchellii
Phyllanthus mitchellii är en emblikaväxtart som beskrevs av George Bentham. Phyllanthus mitchellii ingår i släktet Phyllanthus och familjen emblikaväxter. Inga underarter finns listade i Catalogue of Life.